# 克林頓鎮區 (密蘇里州克林頓縣)
克林頓鎮區（英語：Clinton Township）是位於美國密蘇里州克林頓縣的一個行政鎮區。

## 地方資料
克林頓鎮區的面積為79.51平方千米，當中陸地面積為79.49平方千米，而水域面積為0.02平方千米。根據2020年美國人口普查的數據，當地共有人口793人，而人口密度為每平方千米9.97人。